# 當代聖經
當代聖經，是於1974年出版的中文聖經譯本，由漢語聖經協會（Chinese Bible International Limited）籌劃翻譯，該會前身是成立於1987年11月的當代聖經出版社，而當代聖經出版社的前身，便是早在1968年成立的國際新力出版社（Living Bibles International）的香港辦事處。

## 翻譯參考文本
- 英文聖經意譯本《活潑真道》（The Living Bible）由美國神學家戴肯尼（Kenneth Taylor）著，是根據 American Standard Version (1901) 為藍本翻譯，版權屬 Tyndale House Foundation。其後戴肯尼邀請一些希臘文和希伯來文學者修訂該譯本，重譯並以 New Living Translation (NLT)為名出版。

## 外部連結
- 當代聖經（中英文） （页面存档备份，存于）